# Baranivka
Baránivka (en ucraniano Баранівка, en ruso Барановка) es una ciudad del óblast de Zhitómir, Ucrania. La población en 2001 era de 12 584 habitantes. 
El nombre, (Bará)nivka, del antiguo eslavo, significa «pantano» y en húngaro, (Barán)ivka, un pequeño cordero. El significado eslavo de la palabra no es dado de casualidad ya que la ciudad se ubica cerca de las marismas de Prípiat.
En el óblast de Zhitómir, entre Novohrad-Volynskyi y Korosten, hay otra pequeña ciudad de Barashi, alrededor de 50 km al noreste de Baránivka.